# Tzipora
Tzipora (hebräisch: צִפּוֹרָה) ist ein weiblicher Vorname.

## Herkunft und Bedeutung
Der Name ist die alternative Transkription von Tzipporah. Dieser Name ist abgeleitet von צִפּוֹר (Tzippor), was Vogel bedeutet. Im Alten Testament ist dies der Name der Midianiter-Frau von Moses. Sie war die Tochter des Priesters Jithro, der von Zipporah stammt. 
Varianten sind Tziporah, Tzipporah und Zipporah; im Französischen lautet der Name Séphora.

## Bekannte Namensträgerinnen
- Tzipi Hotovely (* 1978), israelische Politikerin
- Tzipi Livni (* 1958), israelische Politikerin
- Tzipora Obziler (* 1973), israelische Tennisspielerin